# Томп, Яан
Я́ан Ю́ханович Томп (эст. Jaan Tomp, 1894—1924) — эстонский коммунист, революционер, депутат Рийгикогу 2-го созыва.

## Биография
Родился 10 сентября 1894 года в Тухалаанеской (Айдуской) волости Феллинского уезда в семье крестьянина-бедняка. Учился в церковно-приходской школе Пайсту.
Работал на целлюлозной фабрике «Валдгоф» близ Пярну и на таллинском машиностроительном заводе «Ф. Виганд».
В начале Первой мировой войны мобилизован в царскую армию и отправлен на фронт, где был ранен.
В мае 1917 года направляется в 1-й эстонский национальный полк, где является председателем ротного и членом полкового комитета.
В 1919 году мобилизован в эстонскую армию.
После освобождения из армии поселился в Айдуской волости на небольшом хуторке Яама, арендованном его отцом.
В качестве представителя профсоюза Айдуской волости делегирован в 1920 году на профсоюзную конференцию Вильяндиского уезда. В том же году Вильяндиский Совет профсоюзов выдвинул его кандидатуру на выборах в Первое Государственное собрание.
В 1920 году принят в члены КП Эстонии.
В апреле 1921 года арестован в ходе борьбы эстонского правительства против эстонских профсоюзов.
С 19 по 27 мая 1922 года состоялся «процесс ста пятнадцати». За то, что, будучи кандидатом в члены Государственного собрания, участвовал в антигосударственной коммунистической агитации, приговорен к 3 годам тюрьмы. В июне 1922 года это судебное решение обжаловано и аннулировано в кассационном порядке.
В ноябре 1922 года на Втором съезде профсоюзов Эстонии избран председателем Всеэстонского Центрального Совета рабочих союзов.
Весной 1923 года руководил избирательным бюро Единого фронта трудящихся в период выборов во Второе Государственное собрание Эстонии, а также был представителем Единого фронта в Центральной избирательной комиссии.
Был избран членом Второго Государственного собрания по Вильяндискому избирательному округу. Руководил работой бюро фракций Единого фронта трудящихся (Компартии и Партии трудящихся Эстонии) и был председателем коммунистической фракции. Член ЦК КПЭ.
21 января 1924 года арестован на собрании представителей рабочих организаций Таллина. 23 февраля 1924 года на «процессе молодых коммунистов» приговорен к 8 годам тюремного заключения за связь с руководителем КПЭ Яаном Креуксом и за антибуржуазную агитацию.
Менее чем через 9 месяцев эстонское правительство инициировало новый судебный процесс — «процесс ста сорока девяти», проходивший 10—27 ноября 1924 года. За высказывание во время процесса «Да здравствует правительство рабочих и крестьян!», которое было расценено как призыв к свержению существующего строя, был предан военно-полевому суду, приговорён к смертной казни и вечером 14 ноября 1924 года расстрелян в лесу Валдеку.

## Память
- В честь Я. Томпа названа одна из улиц города Тулы.
- В честь Я. Томпа названа одна из улиц города Велиж.